# Mount Clough
Mount Clough är ett berg i Antarktis. Det ligger i Queen Maud Mountains i Västantarktis. Nya Zeeland gör anspråk på området. Toppen på Mount Clough är 2 230 meter över havet.